# Atomur
Et atomur er en urtype, som anvender en atombaseret tidsstandard som sin taktgiver. 
Det første atomur blev bygget i 1949 af USA's National Bureau of Standards. Det første præcise atomur var baseret på cæsium-133-atomets afgivne signal, og det blev bygget af Louis Essen i 1955 ved National Physical Laboratory i UK. Dette ledte til den internationale definition af det atombaserede sekund.
I et atomur bruges en svingningskreds til at lave et variabelt magnetfelt, som svinger med atomernes resonansfrekvens. Graden af resonans måles. Ud fra målingerne dannes et fejlsignal som korrigerer resonansfrevensen. Resultatet er et faselåst kredsløb med en meget præcis frekvens. Fra svingningskredsen tappes et signal på eksempelvis 10 MHz, som bruges til optælling af tiden.
Når først et atomur er indstillet til den korrekte tid, vil det holde tiden i meget lang tid. Præcisionen er teoretisk set kun begrænset af, at man ikke kan tælle atomsvingninger mere præcist end en halv bølgelængde. Cæsiumbaserede atomure har stor stabilitet i frekvensen målt over lang tid, men der er små udsving over korte tidsintervaller. Atomure baserede på rubidium er mere stabile over en kortere periode, men vil langsomt ændre frekvens ved brug. For at få det bedste fra de to teknologier, kan man faselåse ure af de to typer via et filter, så man både får stabilitet på kort og lang sigt. En billigere løsning er, at bruge en rubiduimbaseret tidsstandard til at stablilisere et radiour.
Kommercielle cæsium-baserede atomure arbejder med relative nøjagtigheder i størrelsesordenen 10 i minus trettende potens. Dermed er frekvens, og tid, de fysiske størrelser der kan bestemmes med størst nøjagtighed, svarende til en afvigelse på 1 sekund på 1 million år. Cæsium-atomure er såkaldte primære normaler, hvilket betyder at de i deres virkemåde realiserer selve definitionen af sekundet. De skal således ikke kalibreres. Nøjagtigheden af atomurene er så høj, at det er muligt at bestemme afvigelser i selve jordens rotationshastighed. Dette har nødvendiggjort indførelsen af skudsekunder i den almindelige tidsregning. 
Atomure findes også i GPS-satellitterne, hvor den nærmest ufattelige nøjagtighed udnyttes til positionsbestemmelse på jorden. 
I august 2004 demonstrerede NIST videnskabsfolk et atomur i chip-størrelse. Ifølge forskerne anses deres atomur at have en hundrededel størrelse af tidligere atomure. Det hævdedes ydermere, at det nye atomur kun krævede 0,075 W, hvilket gør det egnet til batteridrevne anvendelser.

For mere information om, hvordan tidssignaler fås fra en institutions atomur, se artiklen radiour.
I Europa benyttes DCF77 der sender på 77,5 KHz fra Frankfurt am Main i Tyskland.
Rækkevidden er ca. 2000 Km.